# Décès en 1077
Décès
- 1073
- 1074
- 1075
- 1076
- 1077
- 1078
- 1079
- 1080
- 1081

Cette page dresse une liste de personnalités mortes au cours de l'année 1077 :
- 27 janvier : Saint Gilduin, né Gilduin de Dol, saint chrétien.
- 25 avril : Géza Ier, roi de Hongrie (né vers 1044).
- 17 juillet : Hugues d'Eu, évêque de Lisieux.
- 14 octobre : Andronic Doukas (fils du césar Jean Doukas), protovestiarios et protoproedros de l’Empire byzantin.
- 7 novembre : Landolf VI de Bénévent, dernier prince lombard de Bénévent.
- 6 décembre : Gerhard, cardinal allemand de l'Église catholique.
- 14 décembre : Agnès de Poitou, épouse d'Henri III du Saint-Empire puis régente.

- Abolfazl Beyhaghi, écrivain et historien persan.
- Anawrahta, roi de Pagan (né avant 1030).
- Bernard II de Bigorre, comte de Bigorre.
- Léonce (Leontius), évêque de Rostov, assassiné au cours d'une révolte païenne (ou en 1073).
- Minamoto no Takakuni, noble et érudit japonais.
- Shao Yong philosophe chinois (né en 1011).
- Shurapala II (en), roi des Pala.
- Zhang Zai (Tchang Tsai) philosophe chinois néoconfucéen (né en 1020).

## Crédit d'auteurs
- Cet article est partiellement ou en totalité issu de l'article intitulé « 1077 » (voir la liste des auteurs).